# Turkey Songs
La Turkey Songs è la classifica dei brani musicali più venduti e riprodotti in streaming in Turchia, lanciata il 15 febbraio 2022 e redatta settimanalmente da Billboard.
La classifica, contemplante i dati di riproduzione in streaming e di vendite digitali fornite dalla Luminate Data, raggruppa le venticinque canzoni più popolari a livello nazionale nel paese eurasiatico.

## Singoli al numero uno

### 2022
| Settimana         | Artista                          | Brano               | Note   |
| ----------------- | -------------------------------- | ------------------- | ------ |
| 19 febbraio 2022  | Mustafa Ceceli e Nigar Muharrem  | Salıncak            | [ 2 ]  |
| 26 febbraio 2022  | Mustafa Ceceli e Nigar Muharrem  | Salıncak            | [ 3 ]  |
| 5 marzo 2022      | Tarkan                           | Geççek              | [ 4 ]  |
| 12 marzo 2022     | Mustafa Ceceli e Nigar Muharrem  | Salıncak            | [ 5 ]  |
| 19 marzo 2022     | Mustafa Ceceli e Nigar Muharrem  | Salıncak            | [ 6 ]  |
| 26 marzo 2022     | Canbay & Wolker                  | Leylim yar          | [ 7 ]  |
| 2 aprile 2022     | Uzi                              | Arasan da           | [ 8 ]  |
| 9 aprile 2022     | Uzi                              | Arasan da           | [ 9 ]  |
| 16 aprile 2022    | Uzi                              | Arasan da           | [ 10 ] |
| 23 aprile 2022    | Uzi                              | Arasan da           | [ 11 ] |
| 30 aprile 2022    | Cakal                            | İmdat               | [ 12 ] |
| 7 maggio 2022     | Cakal                            | İmdat               | [ 13 ] |
| 14 maggio 2022    | Cakal                            | İmdat               | [ 14 ] |
| 21 maggio 2022    | Cakal                            | İmdat               | [ 15 ] |
| 28 maggio 2022    | Cakal                            | İmdat               | [ 16 ] |
| 4 giugno 2022     | Velet                            | Aşk sadece anlayana | [ 17 ] |
| 11 giugno 2022    | Velet                            | Aşk sadece anlayana | [ 18 ] |
| 18 giugno 2022    | Sefo                             | Tutsak              | [ 19 ] |
| 25 giugno 2022    | Sefo                             | Tutsak              | [ 20 ] |
| 2 luglio 2022     | Sefo                             | Tutsak              | [ 21 ] |
| 9 luglio 2022     | Sefo                             | Tutsak              | [ 22 ] |
| 16 luglio 2022    | Sefo                             | Tutsak              | [ 23 ] |
| 23 luglio 2022    | Köfn                             | Bi' tek ben anlarım | [ 24 ] |
| 30 luglio 2022    | Köfn                             | Bi' tek ben anlarım | [ 25 ] |
| 6 agosto 2022     | Ezhel                            | Nerdesin            | [ 26 ] |
| 13 agosto 2022    | Ezhel                            | Nerdesin            | [ 27 ] |
| 20 agosto 2022    | Ezhel                            | Nerdesin            | [ 28 ] |
| 3 settembre 2022  | Zeynep Bastık                    | Ara                 | [ 29 ] |
| 10 settembre 2022 | Zeynep Bastık                    | Ara                 | [ 30 ] |
| 17 settembre 2022 | Zeynep Bastık                    | Ara                 | [ 31 ] |
| 24 settembre 2022 | Zeynep Bastık                    | Ara                 | [ 32 ] |
| 1º ottobre 2022   | Ezhel                            | Nerdesin            | [ 33 ] |
| 8 ottobre 2022    | Uzi e Mavi                       | Senin uğruna        | [ 34 ] |
| 15 ottobre 2022   | Dedublüman feat. Mavzer Tabancas | Belki               | [ 35 ] |
| 22 ottobre 2022   | Dedublüman feat. Mavzer Tabancas | Belki               | [ 36 ] |
| 29 ottobre 2022   | Dedublüman feat. Mavzer Tabancas | Belki               | [ 37 ] |
| 5 novembre 2022   | Dedublüman feat. Mavzer Tabancas | Belki               | [ 38 ] |
| 12 novembre 2022  | Dedublüman feat. Mavzer Tabancas | Belki               | [ 39 ] |
| 19 novembre 2022  | Dedublüman feat. Mavzer Tabancas | Belki               | [ 40 ] |
| 26 novembre 2022  | Dedublüman feat. Mavzer Tabancas | Belki               | [ 41 ] |
| 3 dicembre 2022   | Motive                           | 10MG                | [ 42 ] |
| 10 dicembre 2022  | Mert Demir e Mabel Matiz         | Antidepresan        | [ 43 ] |
| 17 dicembre 2022  | Mert Demir e Mabel Matiz         | Antidepresan        | [ 44 ] |
| 24 dicembre 2022  | Mert Demir e Mabel Matiz         | Antidepresan        | [ 45 ] |
| 31 dicembre 2022  | Mert Demir e Mabel Matiz         | Antidepresan        | [ 46 ] |

### 2023
| Settimana         | Artista                            | Brano                 | Note   |
| ----------------- | ---------------------------------- | --------------------- | ------ |
| 7 gennaio 2023    | Mert Demir e Mabel Matiz           | Antidepresan          | [ 47 ] |
| 14 gennaio 2023   | Mert Demir e Mabel Matiz           | Antidepresan          | [ 48 ] |
| 21 gennaio 2023   | Mert Demir e Mabel Matiz           | Antidepresan          | [ 49 ] |
| 28 gennaio 2023   | Mert Demir e Mabel Matiz           | Antidepresan          | [ 50 ] |
| 4 febbraio 2023   | Mert Demir e Mabel Matiz           | Antidepresan          | [ 51 ] |
| 11 febbraio 2023  | Mert Demir e Mabel Matiz           | Antidepresan          | [ 52 ] |
| 18 febbraio 2023  | Reynmen e Semicenk                 | Yana yana             | [ 53 ] |
| 25 febbraio 2023  | Mert Demir e Mabel Matiz           | Antidepresan          | [ 54 ] |
| 4 marzo 2023      | Simge                              | Aşkın olayım          | [ 55 ] |
| 11 marzo 2023     | Simge                              | Aşkın olayım          | [ 56 ] |
| 18 marzo 2023     | Simge                              | Aşkın olayım          | [ 57 ] |
| 25 marzo 2023     | Simge                              | Aşkın olayım          | [ 58 ] |
| 1º aprile 2023    | Lvbel C5, Arem Ozguc e Arman Aydin | Gaz pedal             | [ 59 ] |
| 8 aprile 2023     | Lvbel C5, Arem Ozguc e Arman Aydin | Gaz pedal             | [ 60 ] |
| 15 aprile 2023    | Reynmen e Semicenk                 | Yana yana             | [ 61 ] |
| 22 aprile 2023    | Reynmen e Semicenk                 | Yana yana             | [ 62 ] |
| 29 aprile 2023    | Velet                              | Gözlerimi kapattım    | [ 63 ] |
| 6 maggio 2023     | Semicenk e Rast                    | Canın sağ olsun       | [ 64 ] |
| 13 maggio 2023    | Semicenk e Rast                    | Canın sağ olsun       | [ 65 ] |
| 20 maggio 2023    | Semicenk                           | Geri dönemedim        | [ 66 ] |
| 27 maggio 2023    | Semicenk                           | Geri dönemedim        | [ 67 ] |
| 3 giugno 2023     | Semicenk                           | Geri dönemedim        | [ 68 ] |
| 10 giugno 2023    | Semicenk                           | Geri dönemedim        | [ 69 ] |
| 17 giugno 2023    | Doğu Swag e Semicenk               | Pişman değilim        | [ 70 ] |
| 24 giugno 2023    | Doğu Swag e Semicenk               | Pişman değilim        | [ 71 ] |
| 1º luglio 2023    | Doğu Swag e Semicenk               | Pişman değilim        | [ 72 ] |
| 8 luglio 2023     | Doğu Swag e Semicenk               | Pişman değilim        | [ 73 ] |
| 15 luglio 2023    | Emir Can İğrek                     | Ali Cabbar            | [ 74 ] |
| 22 luglio 2023    | Emir Can İğrek                     | Ali Cabbar            | [ 75 ] |
| 29 luglio 2023    | Halodayı e Azer Bülbül             | Aman güzel yavaş yürü | [ 76 ] |
| 5 agosto 2023     | Halodayı e Azer Bülbül             | Aman güzel yavaş yürü | [ 77 ] |
| 12 agosto 2023    | Halodayı e Azer Bülbül             | Aman güzel yavaş yürü | [ 78 ] |
| 19 agosto 2023    | Halodayı e Azer Bülbül             | Aman güzel yavaş yürü | [ 79 ] |
| 26 agosto 2023    | Halodayı e Azer Bülbül             | Aman güzel yavaş yürü | [ 80 ] |
| 2 settembre 2023  | Halodayı e Azer Bülbül             | Aman güzel yavaş yürü | [ 81 ] |
| 9 settembre 2023  | Halodayı e Azer Bülbül             | Aman güzel yavaş yürü | [ 82 ] |
| 16 settembre 2023 | Halodayı e Azer Bülbül             | Aman güzel yavaş yürü | [ 83 ] |
| 23 settembre 2023 | Halodayı e Azer Bülbül             | Aman güzel yavaş yürü | [ 84 ] |
| 30 settembre 2023 | Zerrin Özer                        | Basit numaralar       | [ 85 ] |
| 7 ottobre 2023    | Zerrin Özer                        | Basit numaralar       | [ 86 ] |
| 14 ottobre 2023   | Zerrin Özer                        | Basit numaralar       | [ 87 ] |
| 21 ottobre 2023   | Zerrin Özer                        | Basit numaralar       | [ 88 ] |
| 28 ottobre 2023   | Mert Demir                         | Ateşe düştüm          | [ 89 ] |
| 4 novembre 2023   | Mert Demir                         | Ateşe düştüm          | [ 90 ] |
| 11 novembre 2023  | Mert Demir                         | Ateşe düştüm          | [ 91 ] |
| 18 novembre 2023  | Mert Demir                         | Ateşe düştüm          | [ 92 ] |
| 25 novembre 2023  | Mert Demir                         | Ateşe düştüm          | [ 93 ] |
| 2 dicembre 2023   | Mert Demir                         | Ateşe düştüm          | [ 94 ] |
| 9 dicembre 2023   | Mert Demir                         | Ateşe düştüm          | [ 95 ] |
| 16 dicembre 2023  | Mert Demir                         | Ateşe düştüm          | [ 96 ] |
| 23 dicembre 2023  | Mert Demir                         | Ateşe düştüm          | [ 97 ] |
| 30 dicembre 2023  | Mert Demir                         | Ateşe düştüm          | [ 98 ] |

### 2024
| Settimana         | Artista                       | Brano                        | Note    |
| ----------------- | ----------------------------- | ---------------------------- | ------- |
| 6 gennaio 2024    | Derya Uluğ e Asil Gök         | Yansıma                      | [ 99 ]  |
| 13 gennaio 2024   | Derya Uluğ e Asil Gök         | Yansıma                      | [ 100 ] |
| 20 gennaio 2024   | Derya Uluğ e Asil Gök         | Yansıma                      | [ 101 ] |
| 27 gennaio 2024   | Lvbel C5                      | Doğuştan beri haklıyım (TMM) | [ 102 ] |
| 3 febbraio 2024   | Lvbel C5                      | Doğuştan beri haklıyım (TMM) | [ 103 ] |
| 10 febbraio 2024  | Lvbel C5                      | Doğuştan beri haklıyım (TMM) | [ 104 ] |
| 17 febbraio 2024  | Lvbel C5                      | Doğuştan beri haklıyım (TMM) | [ 105 ] |
| 24 febbraio 2024  | Lvbel C5                      | Doğuştan beri haklıyım (TMM) | [ 106 ] |
| 2 marzo 2024      | Lvbel C5                      | Doğuştan beri haklıyım (TMM) | [ 107 ] |
| 9 marzo 2024      | Emrah Karaduman e Merve Özbey | Bir imkansız var             | [ 108 ] |
| 16 marzo 2024     | Ebru Yaşar e Siyam            | Yoksun                       | [ 109 ] |
| 23 marzo 2024     | Zeynep Bastık                 | Lan                          | [ 110 ] |
| 30 marzo 2024     | Zeynep Bastık                 | Lan                          | [ 111 ] |
| 6 aprile 2024     | Zeynep Bastık                 | Lan                          | [ 112 ] |
| 13 aprile 2024    | Zeynep Bastık                 | Lan                          | [ 113 ] |
| 20 aprile 2024    | Zeynep Bastık                 | Lan                          | [ 114 ] |
| 27 aprile 2024    | Zeynep Bastık                 | Lan                          | [ 115 ] |
| 4 maggio 2024     | Reynmen                       | Renklensin                   | [ 116 ] |
| 11 maggio 2024    | Reynmen                       | Renklensin                   | [ 117 ] |
| 18 maggio 2024    | Bayhan                        | Tiryakinim                   | [ 118 ] |
| 25 maggio 2024    | Bayhan                        | Tiryakinim                   | [ 119 ] |
| 1º giugno 2024    | Bayhan                        | Tiryakinim                   | [ 120 ] |
| 8 giugno 2024     | Bayhan                        | Tiryakinim                   | [ 121 ] |
| 15 giugno 2024    | Lvbel C5                      | Sezen Aksu                   | [ 122 ] |
| 22 giugno 2024    | Lvbel C5                      | Sezen Aksu                   | [ 123 ] |
| 29 giugno 2024    | Era7capone, Batuflex e Narco  | Cistak                       | [ 124 ] |
| 6 luglio 2024     | Era7capone, Batuflex e Narco  | Cistak                       | [ 125 ] |
| 13 luglio 2024    | Era7capone, Batuflex e Narco  | Cistak                       | [ 126 ] |
| 20 luglio 2024    | Era7capone, Batuflex e Narco  | Cistak                       | [ 127 ] |
| 27 luglio 2024    | Era7capone, Batuflex e Narco  | Cistak                       | [ 128 ] |
| 3 agosto 2024     | Era7capone, Batuflex e Narco  | Cistak                       | [ 129 ] |
| 10 agosto 2024    | Era7capone, Batuflex e Narco  | Cistak                       | [ 130 ] |
| 17 agosto 2024    | Era7capone, Batuflex e Narco  | Cistak                       | [ 131 ] |
| 24 agosto 2024    | Era7capone, Batuflex e Narco  | Cistak                       | [ 132 ] |
| 31 agosto 2024    | Era7capone, Batuflex e Narco  | Cistak                       | [ 133 ] |
| 7 settembre 2024  | Semicenk                      | Kader sağ olsun              | [ 134 ] |
| 14 settembre 2024 | Semicenk                      | Onlar anlamaz halden         | [ 135 ] |
| 21 settembre 2024 | Semicenk                      | Onlar anlamaz halden         | [ 136 ] |
| 28 settembre 2024 | Semicenk                      | Onlar anlamaz halden         | [ 137 ] |
| 5 ottobre 2024    | Semicenk                      | Onlar anlamaz halden         | [ 138 ] |
| 12 ottobre 2024   | Blok3                         | Sevmeyi denemedin            | [ 139 ] |
| 19 ottobre 2024   | Blok3                         | Sevmeyi denemedin            | [ 140 ] |
| 26 ottobre 2024   | Afra                          | Yasemen                      | [ 141 ] |
| 2 novembre 2024   | Afra                          | Yasemen                      | [ 142 ] |
| 9 novembre 2024   | Melike Şahin                  | Canın beni çekti             | [ 143 ] |
| 16 novembre 2024  | Dedublüman e Aleyna Tilki     | Sana güvenmiyorum            | [ 144 ] |
| 23 novembre 2024  | Dedublüman e Aleyna Tilki     | Sana güvenmiyorum            | [ 145 ] |
| 30 novembre 2024  | Dedublüman e Aleyna Tilki     | Sana güvenmiyorum            | [ 146 ] |
| 7 dicembre 2024   | Dedublüman e Aleyna Tilki     | Sana güvenmiyorum            | [ 147 ] |
| 14 dicembre 2024  | Dedublüman e Aleyna Tilki     | Sana güvenmiyorum            | [ 148 ] |
| 21 dicembre 2024  | Dedublüman e Aleyna Tilki     | Sana güvenmiyorum            | [ 149 ] |
| 28 dicembre 2024  | Dedublüman e Aleyna Tilki     | Sana güvenmiyorum            | [ 150 ] |

### 2025
| Settimana        | Artista                   | Brano                  | Note    |
| ---------------- | ------------------------- | ---------------------- | ------- |
| 4 gennaio 2025   | Dedublüman e Aleyna Tilki | Sana güvenmiyorum      | [ 151 ] |
| 11 gennaio 2025  | Dedublüman e Aleyna Tilki | Sana güvenmiyorum      | [ 152 ] |
| 18 gennaio 2025  | Dedublüman e Aleyna Tilki | Sana güvenmiyorum      | [ 153 ] |
| 25 gennaio 2025  | Dedublüman e Aleyna Tilki | Sana güvenmiyorum      | [ 154 ] |
| 1º febbraio 2025 | Dedublüman e Aleyna Tilki | Sana güvenmiyorum      | [ 155 ] |
| 8 febbraio 2025  | Lvbel C5                  | Havhavhav              | [ 156 ] |
| 15 febbraio 2025 | Lvbel C5                  | Havhavhav              | [ 157 ] |
| 22 febbraio 2025 | Semicenk                  | Gözlerinden gözlerine  | [ 158 ] |
| 1º marzo 2025    | Reynmen                   | Çatma yarim            | [ 159 ] |
| 8 marzo 2025     | Reynmen                   | Çatma yarim            | [ 160 ] |
| 15 marzo 2025    | Reynmen                   | Çatma yarim            | [ 161 ] |
| 22 marzo 2025    | Blok3                     | Sevmeyi denemedin      | [ 162 ] |
| 29 marzo 2025    | Blok3                     | Sevmeyi denemedin      | [ 163 ] |
| 5 aprile 2025    | Duman                     | Kufi                   | [ 164 ] |
| 12 aprile 2025   | Ati242 e Blok3            | Keşke                  | [ 165 ] |
| 19 aprile 2025   | Ati242 e Blok3            | Keşke                  | [ 166 ] |
| 26 aprile 2025   | Ati242 e Blok3            | Keşke                  | [ 167 ] |
| 3 maggio 2025    | Velet                     | Roman olur yazsam seni | [ 168 ] |
| 10 maggio 2025   | Velet                     | Roman olur yazsam seni | [ 169 ] |
| 17 maggio 2025   | Velet                     | Roman olur yazsam seni | [ 170 ] |
| 24 maggio 2025   | Semicenk                  | Sen kaldın             | [ 171 ] |
| 31 maggio 2025   | Semicenk                  | Sen kaldın             | [ 172 ] |
| 7 giugno 2025    | Oğuzhan Koç e Merve Özbey | Geçsin yıllar          | [ 173 ] |
| 14 giugno 2025   | Oğuzhan Koç e Merve Özbey | Geçsin yıllar          | [ 174 ] |
| 21 giugno 2025   | Era7capone e Poizi        | Sonbahar               | [ 175 ] |
| 28 giugno 2025   | Era7capone e Poizi        | Sonbahar               | [ 176 ] |
| 5 luglio 2025    | Era7capone e Poizi        | Sonbahar               | [ 177 ] |
| 12 luglio 2025   | Sefo e Demet Akalın       | Yerinde dur            | [ 178 ] |
| 19 luglio 2025   | Sefo e Demet Akalın       | Yerinde dur            | [ 179 ] |
| 26 luglio 2025   | Sefo e Demet Akalın       | Yerinde dur            | [ 180 ] |
| 2 agosto 2025    | Sefo e Demet Akalın       | Yerinde dur            | [ 181 ] |
| 9 agosto 2025    | Sefo e Demet Akalın       | Yerinde dur            | [ 182 ] |
| 16 agosto 2025   | Norm Ender e Ebru Gündeş  | Bir çift göz           | [ 183 ] |
| 23 agosto 2025   | Norm Ender e Ebru Gündeş  | Bir çift göz           | [ 184 ] |